# Konstantins basilika
Konstantins basilika, undertiden også omtalt som Den Gamle Peterskirke, var de kirkebygninger, der stod – fra det 4. til det 16. århundrede – hvor Peterskirken i dag står i Vatikanstaten. Byggeriet af basilikaen – som er bygget på det historiske sted for Neros cirkus – begyndte under den romerske kejser Konstantin den Stores regeringstid (r. 306–337). Navnet "Den Gamle Peterskirke" har været brugt siden opførelsen af den nuværende basilika for at skelne mellem de to bygninger.

## Historie
Byggeriet begyndte efter ordre fra den romerske kejser Konstantin den Store mellem 318 og 322, efter hans konvertering til kristendommen. Byggeriet tog omkring 40 år at fuldføre. I løbet af de næste tolv århundreder fik kirken gradvist betydning og blev til sidst et vigtigt pilgrimssted i Rom.
Pavelige kroninger blev afholdt i basilikaen, og i 800 blev Karl den Store kronet til kejser af det Carolingske Rige i netop dette basilika. I 846 plyndrede og beskadigede saracenerne basilikaen. Det ser ud til, at røverne kendte til Romas ekstraordinære skatte. Nogle hellige – og imponerende – basilikaer, såsom Peterskirken, var uden for den Aurelianske Mur, og var dermed lette mål. De var "fyldt til overflod med rige liturgiske kar og med juvelbelagte relikvier, der husede alle de nyligt opsamlede relikvie". Som følge heraf ødelagde røverne Sankt Peters grav og plyndrede det hellige skrin. Som reaktion byggede pave Leo IV den Leoninske Mur og genopbyggede de dele af Peterskirken, der var blevet beskadiget.
I det 15. århundrede var kirken ved at forfalde. Diskussioner om at reparere dele af strukturen begyndte, efter pavens tilbagevenden fra Avignon. To personer involveret i denne rekonstruktion var Leon Battista Alberti og Bernardo Rossellino, som forbedrede apsis og delvist tilføjede en flere-etagers benediction loggia til atriumfacaden, hvor byggeriet fortsatte med mellemrum, indtil den nye basilika blev påbegyndt. Alberti udtalte, at basilikaen var en strukturel skændsel:
 I Peterskirken i Rom har jeg lagt mærke til et groft træk: En ekstremt lang og høj mur er blevet opført over en kontinuerlig række af åbninger, uden kurver til at give den styrke, og uden støttepiller til at give den støtte... Hele murstrækningen er blevet gennemboret af for mange åbninger og bygget for højt... Som et resultat har den kontinuerlige vindkraft allerede forskubbet muren mere end 6 fod (1,8 meter) fra lodret; jeg har ingen tvivl om, at en eller anden... lille bevægelse vil få den til at kollapse....

I begyndelsen havde pave Julius II al intention om at bevare den gamle bygning, men hans opmærksomhed vendte hurtigt mod at rive den ned og bygge en ny struktur. Mange mennesker på den tid blev chokerede over forslaget, da bygningen repræsenterede pavelig kontinuitet tilbage til Sankt Peter. Det oprindelige alter skulle bevares i den nye struktur, der husede det. Kirken blev revet ned i 1505 og byggeriet af den nye kirke begyndte året efter.

## Design
Designet var en typisk basilikaform med plan og elevation, der mindede om dem fra romerske basilikaer og publikumssale – såsom Basilica Ulpia i Trajans Forum og Konstantins egen Aula Palatina i Trier – snarere end designet af et hvilket som helst græsk-romersk tempel. Designet kan være afledt af beskrivelsen af Salomons tempel i 1. Kongebog 6.
Konstantin gjorde sig store anstrengelser for at bygge basilikaen på det sted, hvor han og pave Sylvester I troede var Sankt Peters grav – som havde været markeret siden mindst det andet århundrede. Dette påvirkede layoutet af bygningen, som blev opført på den skrånende Vatikanhøj på den vestlige bred af Tiberfloden. Bemærkelsesværdigt er det, at da stedet lå uden for grænserne for den antikke by, var apsis med alteret placeret i vest, så basilikaens facade kunne tilgås fra selve Rom i øst. Det ydre – i modsætning til tidligere hedenske templer – var ikke overdådigt dekoreret.
Kirken kunne huse fra 3.000 til 4.000 kirkegæster ad gangen. Den bestod af fem sideskibe, et bredt midterskib og to mindre gangskibe til hver side – som hver var delt af 21 marmorsøjler, taget fra tidligere hedenske bygninger. Den var over 110 meter lang, bygget i form af et latinsk kors og havde et sadeltag, som var tømret indvendigt (og som stod på over 30 meter i midten). I det 6. århundrede blev et atrium – kendt som "Paradisets Have" – tilføjet ved indgangen og havde fem døre, som førte til kirkens krop.
Alteret i Den Gamle Peterskirke brugte flere salomonske søjler. I henhold til traditionen tog Konstantin disse søjler fra Salomons tempel og gav dem til kirken. Dog var søjlerne sandsynligvis fra en kirke i Østkirken. Da Gian Lorenzo Bernini byggede sin baldakin til at dække det nye Sankt Peters alter, hentede han inspiration fra de gamle søjlers snoede design. Otte af de oprindelige søjler blev flyttet til søjlerne i den nye Peterskirke.

## Yderligere læsning
- The Vatican: spirit and art of Christian Rome. New York: The Metropolitan Museum of Art. 1982. ISBN 0870993488. (pp. 51–61)
- Weitzmann, Kurt, ed., Age of spirituality: late antique and early Christian art, third to seventh century, no. 581, 1979, Metropolitan Museum of Art, New York, ISBN 9780870991790

## Eksterne links
- The Constantinian Basilica Artikel af Jose Ruysschaert
- The Tomb of St Peter, bog af Margherita Guarducci